# 國會職權修法釋憲案
《憲法法庭113年憲判字第9號判決》，俗稱「國會職權修法釋憲案」，官方稱為「立法院職權行使法等案」，為中華民國（臺灣）憲法法庭在2024年間針對國會改革法案所作的違憲審查案件。
本案源於2024年初新一屆立法院通過的國會改革法案，在議決過程與實質內容上都有爭議，執政但在立法院席次上屬於少數黨的民主進步黨強烈反對（主張稱為「國會擴權法案」），先由行政院經總統賴清德核可，提出覆議失敗後，民主進步黨立法院黨團、總統賴清德、行政院、監察院均以法案牴觸《憲法》為由，先後向憲法法庭提起確認法案是否違背憲法的「法規範憲法審查」，以及暫時停止法律適用的暫時處分聲請。
憲法法庭受理聲請後，指定立法院為案件的「相關機關」，在7月10日行準備程序，聽取聲請人與相關機關陳述有無作成暫時處分急迫性、必要性的意見，嗣後於7月19日公告〈憲法法庭113年憲暫裁字第1號裁定〉，諭知本次修法的其中一部分修正條文暫時停止適用。
本案於8月6日舉行言詞辯論，並在10月25日作成判決，宣判部分條文違憲。

## 案件背景
2024年5至6月間，第十一屆立法院通過國會改革法案，修正《立法院職權行使法》有關聽取總統國情報告、行使人事同意權、官員備質詢的規定，增訂調查權行使、聽證權等章節，也在《刑法》增訂藐視國會罪。法案在議決過程與實質內容上都有不少爭議，執政但在立法院席次上屬於少數黨的民主進步黨強烈反對這次法案（也主張應稱為「國會擴權法案」）。
5月28日，國會改革法案全部三讀通過後，民主進步黨立法院黨團表示將聲請釋憲；行政院研擬提出覆議；總統、民主進步黨黨主席賴清德透過總統府聲明，期待朝野「持續對話調節」；監察院發布新聞稿稱部分修正內容侵越憲法監察權的核心，可能違反權力分立，他們「無法接受」。6月6日，行政院會議認定法案「窒礙難行」，決議呈請總統核可提出覆議；總統賴清德於11日核可，移請立法院覆議；立法院21日表決覆議案的結果為「贊成維持本院原決議，即反對覆議案」，覆議案並未通過。
確認覆議案未通過後，總統賴清德隨即於6月24日簽署公布法案，但批註「立法院通過修正立法院職權行使法及刑法，審議程序引發社會高度疑慮；且修正條文容有違反權力分立及侵害人民基本權利之憲政爭議，宜透過聲請憲法法庭裁判及暫時處分解決，以維護自由民主憲政秩序，並保護人民基本權利。」在法案公布後，民主進步黨立法院黨團、總統賴清德、行政院、監察院都主張法案牴觸《憲法》，先後向憲法法庭提起確認法案是否違背憲法的「法規範憲法審查」，以及暫時停止法案施行效力的「暫時處分」聲請。

## 聲請意旨
立法委員柯建銘等51人（民進黨立院黨團），主張《立法院職權行使法》多個條文及《刑法》第141條之1規定，均有違憲疑義，聲請法規範憲法審查。同時聲請暫時處分。他們的理由是：立法程序有重大明顯瑕疵，法律無效；國情報告部分抵觸權力分立原則；藐視國會罪部分抵觸權力分立原則、法律明確性原則與比例原則；人事同意權部分，牴觸權力分立原則、比例原則，且侵害被提名人的隱私權；調查權行使部分，牴觸權力分立原則、正當法律程序原則；聽證程序部分，牴觸權力分立原則、正當法律原則，侵害人民訴訟權。
總統賴清德主張，總統行使職權所涉及的《立法院職權行使法》修正條文有以下牴觸憲法的情形，向憲法法庭聲請法規範憲法審查：聽取總統國情報告部分，違反《憲法增修條文》第4條第3項總統赴立法院國情報告之規範意旨及目的，牴觸憲法權力分立、責任政治原則；行使人事同意權部分，所審查內容與提名人選適任性無直接、必然關聯，以「不予審查」作為效果，也可能讓憲政機關無法運作，違反憲法忠誠義務（權力相互尊重原則）。此外，條文修正的立法程序上「未議而決」，瑕疵明顯、重大，以上情況都已經違背憲法。
行政院主張本次部分《立法院職權行使法》修正通過條文，以及《刑法》修正通過條文，程序有重大明顯瑕疵，內容違反憲法權力分立原則、法律明確性原則、正當法律程序原則、比例原則，侵害人民基本權利，於6月27日提出法規範憲法審查。監察院聲請意旨則是，《立法院職權行使法》第53條之1第2項並未容許監察院調查的事實認定，不用受到立法院調查權行使結果的拘束，造成監察院調查必須受到立法院調查認定結果拘束，因此認為《立法院職權行使法》關於立法院調查權行使範圍及其拘束力之規定違憲；同法關於受調查對象之規定，未排除獨立行使職權的監察委員，也違反憲法。

## 審理程序

### 受理聲請
憲法法庭於6月28日受理立法委員柯建銘等51人的聲請，7月3日受理行政院、總統賴清德與監察院的聲請，並編列案號如下：
- 113年度憲立字第1號立法委員柯建銘等51人聲請案[20]
- 113年度憲國字第1號行政院聲請案[24]
- 113年度憲國字第2號總統賴清德聲請案[25]
- 113年度憲國字第3號監察院聲請案[23]

憲法法庭也依據《憲法訴訟法》指定立法院為「相關機關」，針對本案陳述意見，並通知它推派機關代表3人、訴訟代理人3人、鑑定人2人；立法院於7月5日由院長韓國瑜召開黨團協商討論人選，預擬協商結論，規劃援例由聲請黨團以外的其他黨團推派。過程中，民主進步黨協商代表批評院方預擬規劃的作法是「沒有協商，就有結論」，一度提出由院長指派中立的議事人員，或由三個黨團分別推派代表；最後，各黨團同意機關代表、訴訟代理人分別由中國國民黨、台灣民眾黨各推派2名、1名。
憲法法庭在7月5日公告，人民或團體可以在7月20日前提出「聲請法庭之友許可」。如果憲法法庭許可，他們應該在7月31日前提出「法庭之友意見書」。

### 駁回迴避聲請
7月初，立法院認為司法院院長兼憲法法庭審判長許宗力曾經在〈釋字第585號解釋〉提出部分不同意見書，反對賦予立法院在文件調閱以外的國會調查權，對於本案已經有固定的立場，且行政院負責督導聲請的政務委員林明昕是許宗力的指導學生、司法院在柯建銘致電後就通知機關代表參與，執行職務有偏頗的可能；又大法官許志雄過去擔任政務委員期間督導釋字第585號解釋的聲請、是時任民進黨政府重要官員，也可能偏頗，於是由機關代表立法委員翁曉玲聲請二人迴避審理本案。
憲法法庭經過討論評決（許宗力、許志雄分別在聲請自己部分迴避，聲請他方部分請假），於7月9日以裁定駁回立法院的聲請，理由為：立法院所提出的主張無法證明許宗力因提出釋字第585號解釋意見書、許志雄因評論釋字第585號解釋，有何無法開放、公正審理本案的具體原因及事證，其餘主張亦僅是主觀意見，不符合《憲法訴訟法》所定迴避要件，故予以駁回。

## 暫時處分
針對國會改革法案提出法規範憲法審查的同時，聲請人立法委員柯建銘等人、行政院、總統賴清德與監察院，也都同時聲請「暫時處分」。依據《憲法訴訟法》第43條規定，憲法法庭可以在急迫、必要時，為了避免憲法所保障的權利或公益遭受重大損害，依照當事人的聲請裁定暫時處分，或者主動做出；暫時處分可以凍結、暫停施行法律，效力最長為6個月。
憲法法庭為了聽取各聲請人與立法院對暫時處分必要性及其範圍的意見，定於2024年7月10日14時至16時行公開準備程序。當日，各方踴躍發言，開庭時間延長。審判長許宗力要求各方，如果尚需要補充說明，應於開庭結束後三日內以書狀提出。
7月19日，憲法法庭公告「113年憲暫裁字第1號裁定」，諭知《立法院職權行使法》修正條文中，涉及「聽取總統國情報告」、「聽取報告及質詢」、「人事同意權行使」、「調查權行使」、「聽證會舉行」的部分條文，以及《刑法》修正條文「藐視國會罪」，自公告日起，暫時停止適用。就此部分，《立法院職權行使法》修正前第25、45、47條規定，可以暫時予以適用。《立法院職權行使法》其它規定，沒有暫時停止適用的急迫必要，因此駁回其它部分的暫時處分聲請。

## 言詞辯論

### 爭點題綱
憲法法庭在7月5日公告，本案定於8月6日9時至17時行言詞辯論。大法官擬定要討論的爭議問題大綱如下：
1. 2024年6月24日修正公布的《立法院職權行使法》增訂暨修正條文全文，及同日公布之《刑法》第141條之1，其立法程序是否有明顯重大瑕疵？
2. 《立法院職權行使法》下列條文之規定，是否違憲？
  - 總統國情報告部分：第15條之1、第15條之2、第15條之4
  - 質詢部分：第25條
  - 同意權行使部分：第29條、第29條之1、第30條、第30條之1、第31條
  - 調查權部分：第45條、第46條、第46條之1、第46條之2、第47條、第48條、第50條之1、第50條之2、第51條、第53條之1第2項
  - 聽證會部分：第59條之1至第59條之9
  - 其他受理部分
3. 《刑法》第141條之1規定，是否違憲？

### 參與人員
聲請人51位立法委員委任律師陳鵬光、陳一銘、方瑋晨為訴訟代理人；行政院委任陳信安教授、李荃和律師、賴秉詳律師；總統委任臺灣大學法律學系教授孫迺翊、副教授蘇慧婕、律師洪偉勝為訴訟代理人；監察院委任律師李元德、助理教授姚孟昌為訴訟代理人。憲法法庭指定的相關機關立法院，由立法委員吳宗憲、翁曉玲、黃國昌作為機關代表，並委任律師葉慶元、林石猛、前監察委員仉桂美為訴訟代理人（註：7月9日準備程序未委任葉慶元，而是委任東吳大學法律學系教授陳清秀）；相關機關法務部由簡美慧副司長、劉怡婷主任檢察官為訴訟代理人。
法務部因為是受審查法律《刑法》的主管機關，依照《憲法訴訟法》被視為相對人，將於言詞辯論期日到庭。另一相對人立法院的訴訟代理人雖曾對這件事聲明異議，但被憲法法庭裁定駁回。
除了聲請人、相對人與雙方的訴訟代理人外，憲法法庭就這起案件，也諮詢了臺灣大學法律系教授張文貞、東吳大學法律系教授董保城、政治大學法律系副教授林佳和與臺北大學法律系副教授黃銘輝等專家學者，並邀請他們出席言詞辯論，表示意見。
本案還有律師陳韋樵、台北律師公會、臺灣青年法律人協會、中央研究院法律學研究所研究員林建志、經濟民主連合、民間司改會、台灣科技法學會、中華民國憲法學會、律師陳長文等人出具法庭之友意見書。

### 陳述要旨
憲法法庭在8月6日行言詞辯論程序，當日，聲請人再次陳述聲請意旨（請參閱前述聲請意旨段落），相關機關立法院則主張本次修正法案合憲。首先，在程序上，聲請人立法委員柯建銘等51人不符合《憲法訴訟法》第49條少數立法委員聲請法規範憲法審查的要件；行政院、總統及監察院則不符憲訴法第47條、第48條機關聲請法規範憲法審查之要件，聲請均不合法，應不受理。
立法院指出，本次修正立院職權法的目的在於維護人民知的權利，修法過程符合相關議事規則，且與釋字499號解釋之情形有別，不應採取相同審查標準。總統是最高行政權之一部分，總統國情報告可比擬為「不真正義務」，即非法律義務而係總統之政治承諾，因此相關規定並不違憲。人事權為行政及立法兩權共享，本次修法有關人事同意權之行使規定均符合國會自治，應為合憲。「質詢」是憲法賦予立法委員之權力，藉此瞭解施政方向、法案及預算執行並揭露違法、失職等情形，如官員得任意拒絕出席、答詢，質詢權將形同具文。又立法院調查權是國會固有權限，其特性是對事不對人，追究政治責任，與監察院之調查權不同。
相關機關法務部到庭陳述意見略以：刑法第141條之1規定未設有具結程序，無從界定公務員真實陳述義務範圍，且未規定拒絕證言之告知義務及缺乏准駁拒絕證言之配套程序，有違正當法律程序。

### 公開書狀
7月底、8月初，各聲請人與相對人（立法院）陸續提出言詞辯論的準備書狀與答辯書，憲法法庭邀請提供意見的專家學者，以及裁定許可提出意見的法庭之友，也陸續提出專家諮詢意見書、法庭之友意見書。其中，有一部分文書因為超出頁數限制，憲法法庭僅在網站上公開未超過的部分（前20頁）內容，並稱將通知具狀人依規定修正內容。
其中，相關機關立法院提出的書狀被限制公開，訴訟代理人葉慶元聲明異議，請求公開他們提出的書狀，但憲法法庭裁定駁回。
嗣後，大法官考量本案涉及重大憲政議題，各項法律論述及意見受到高度關注，且對法學研究及續造具有重要價值，決議公開聲請人、相關機關（以上均含機關代表、訴訟代理人）、專家學者提出之書狀（不含未經確認有無限制公開之附件）。

## 判決結果
憲法法庭於2024年8月6日行言詞辯論，依《憲法訴訟法》第26條規定，原則上將於言詞辯論終結後3個月內（11月6日前）宣示實體判決；有必要時，可延長2個月宣判。10月18日，憲法法庭對外公告，將於10月25日下午3時宣示判決。
憲法法庭於2024年10月25日作成〈113年憲判字第9號判決〉，宣告係屬法規範《立法院職權行使法》增修條文全部、一部、《刑法》第141條之1等規定之法規範憲法審查結果如下：

### 立（修）法程序
多數意見認為，這次的立法程序雖然有瑕疵，但整體來說，還沒有完全悖離憲法公開透明與討論原則的要求，並未導致根本影響法律成立的基礎與效力。因此，本次法案並不因立法程序瑕疵即牴觸憲法。至於這樣的程序是否符合民意的要求與期待，應該由人民在相關民主程序中實施民主問責時判斷。
主筆大法官蔡宗珍指出：憲法要求立法程序應該公開透明、且有討論，而非只有形式上的表決。不過，法律公布生效後，立法程序就算牴觸相關議事規範而有瑕疵，如果不是重大且明顯的違憲、足以根本影響法律成立的基礎者，則不當然影響法律效力。本次立法過程中的實質討論時間「極其有限」，且第二讀會進行過程「議場常常處於一片混亂狀態」，立法程序很難說沒有瑕疵。但是，就公開透明原則來說：本次修法主要議題於委員會審查階段，已由相關機關表示意見，並召開公聽會聽取各界意見，法案內容並非完全不公開、不透明；舉手表決並非完全匿名，人民仍可從各黨團的集體行為辨識所屬委員意向。就討論原則來說，整體來看，形式上仍有歷時甚短的討論。
這個立場有11位大法官支持，4位大法官許志雄、黃昭元、謝銘洋、尤伯祥反對。許志雄出具意見書表示，這次程序就算沒有「完全背離」，卻已「嚴重違反」而「造成立法民主正當性之崩塌」，應違憲。黃昭元擔憂憲法法庭的態度，將產生放任政黨對立的政治效應，大法官「有必要走入政治叢林，並以憲法規範正面導引或輕推（nudge）立法院議事程序」。

### 《立法院職權行使法》
第2章之1中，除邀請總統進行國情報告合憲以外，其餘要求總統進行國情報告、國情報告時進行口頭問答、書面問答等皆違憲。
第25條第1項中有關質詢之規定，行政院院長、各部會首長以問句答覆立法委員屬於質詢的答覆，不構成反質詢。同條第2項有關「經主席同意」與藐視國會，以及第3至9項皆違憲。
第29條第3項人事同意權案交付委員會審查合憲，而第29條之1第1、2項合憲，第3項除具結無虛偽資料合憲外其餘皆違憲。
第30條第1項合憲、第3項違憲。第30條之1第1、2項，在立法院院會不得因委員會不審查而不行使人事同意權的前提下合憲，第2項有關罰鍰部分與第3項違憲。
第8章有關調查專案小組部分皆違憲，調查委員會部分僅在有效行使憲法所賦予之職權時得以行之。
第59條之4、之5第2至6項皆違憲。

### 《刑法》
第五章之一第141-1條藐視國會罪違憲。

## 各界評論

### 審理程序
本件聲請人方推薦、憲法法庭指定出具諮詢意見的專家學者張文貞在審理期間，被總統賴清德提名為司法院大法官並為院長。《聯合報》認為，張文貞鑑定國民黨、民眾黨推動的法案大部分違憲，她的人事同意案可能因此在兩黨占多數的立法院難以通過。

### 判決結果
本案判決作成後，聲請人民主進步黨立法院黨團將該件判決稱為「憲政史上最重要的判決」，「沒有誰輸誰贏」，將提出自身的國會改革草案，配合判決建議，完善國會制度。總統賴清德對判決結果「表示尊重」，並願意在判決建構的合憲性框架下，赴立法院進行國情報告。行政院的院長卓榮泰對判決「表示敬佩及尊重」，稱將配合判決內容。監察院則對大法官「表達敬重與感謝」。
至於本次主要推動國會改革法案的國民、民眾兩政黨方面，中國國民黨立法院黨團書記長林思铭稱，大法官失去獨立性，甘做民進黨政府打手，是憲政史的恥辱，而翁曉玲則稱拒絕遵守釋憲案。黨主席朱立倫稱，此次判決對民主憲政傷害極大，國民黨將嚴格審查未來的大法官人選。台灣民眾黨立法院黨團總召黃國昌認為大法官過於「呵護」行政官員，使得他們不需要為國會中的不實發言負起刑責。他也稱黨團不歡迎賴清德「有如作秀」的國情報告。

## 外部連結
- 憲法法庭網站：113年憲判字第9號
- 維基文庫：憲法法庭113年憲判字第9號判決（含意見書）